# Rohanov (Vacov)
Rohanov je vesnice, část obce Vacov v okrese Prachatice v Jihočeském kraji. Nachází se asi dva kilometry západně od Vacova. Je zde evidováno 79 adres. V roce 2011 zde trvale žilo 91 obyvatel.
Rohanov je také název katastrálního území o rozloze 1,61 km².

## Historie
První písemná zmínka o vesnici pochází z roku 1544.

## Obyvatelstvo
| Rok            | 1869 | 1880 | 1890 | 1900 | 1910 | 1921 | 1930 | 1950 | 1961 | 1970 | 1980 | 1991 | 2001 | 2011 | 2021 |
| -------------- | ---- | ---- | ---- | ---- | ---- | ---- | ---- | ---- | ---- | ---- | ---- | ---- | ---- | ---- | ---- |
| Počet obyvatel | 359  | 446  | 517  | 471  | 514  | 477  | 405  | 233  | 222  | 161  | 121  | 86   | 87   | 91   | 78   |
| Počet domů     | 46   | 53   | 51   | 58   | 64   | 65   | 74   | 82   | 64   | 60   | 50   | 71   | 73   | 79   | 78   |

## Obecní správa
Při sčítání lidu v letech 1850–1920 Rohanov byl osadou obce Vlkonice v okrese Strakonice. V letech 1921–1976 byl samostatnou obcí, se kterým patřil nejprve do okresu Strakonice, ale v roce 1950 v okrese Vimperk a od roku 1960 v okrese Prachatice. Od 30. dubna 1976 je částí obce Vacov v okrese Prachatice.

## Pamětihodnosti

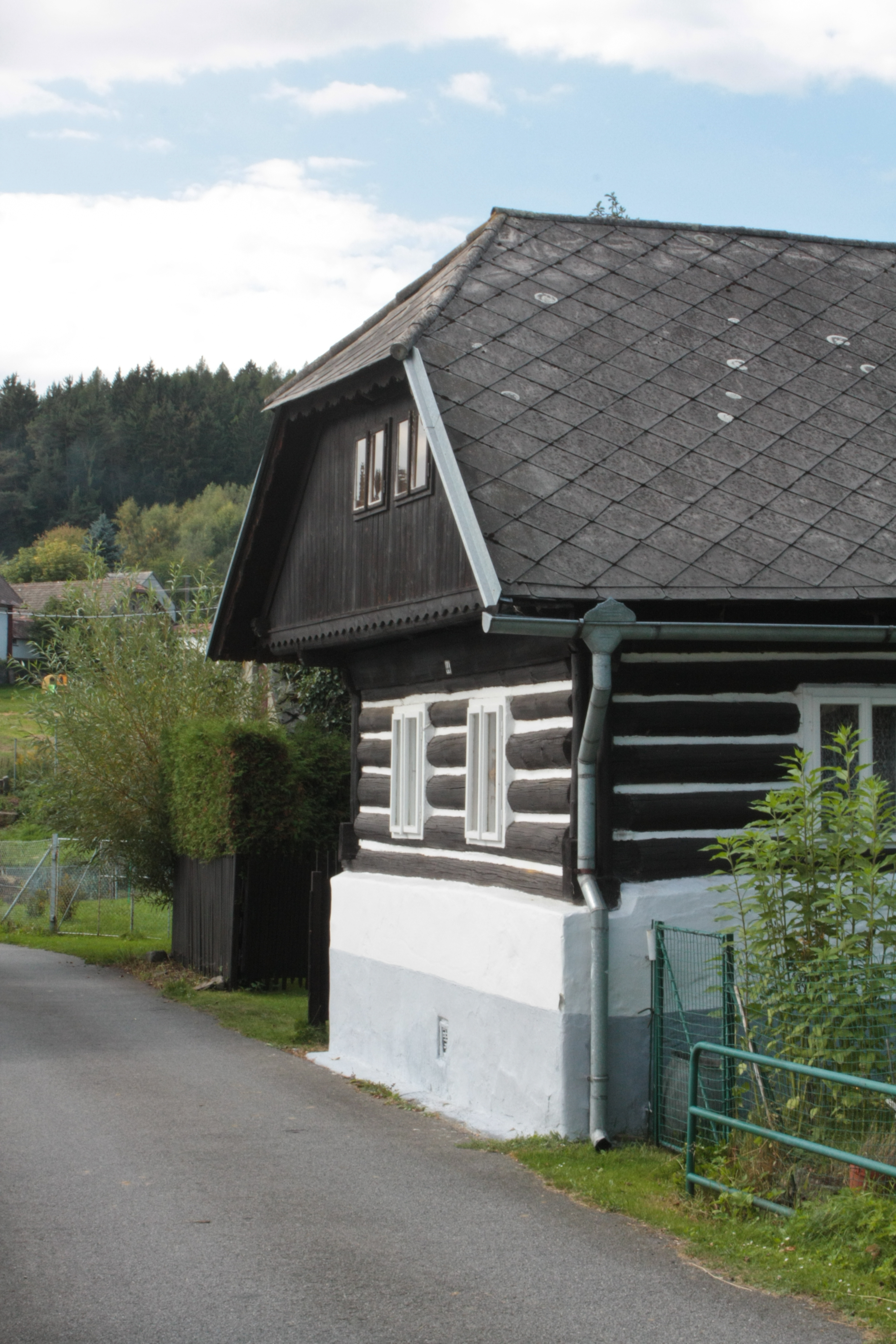
Usedlost čp. 44

- Usedlosti čp. 18, 20 a 44 (kulturní památky ČR)